# El infierno de los payasos
El infierno de los payasos es el tercer álbum de estudio del grupo chileno Fulano lanzado en 1993 por el Sello Alerce. Se caracteriza por ser el más roquero de los discos de Fulano, aunque también experimental. Destaca el sencillo Lamentos como el único videoclip que tuvo la banda en su historia. Además fue el último álbum de estudio con Sello Alerce, y el último con la formación original, pues Willy Valenzuela dejaría la banda posteriormente.

## Lista de canciones
| N.º | Título                                  | Escritor(es)                | Duración |  |
| 1.  | «Lamentos»                              | Campos                      | 2:31     |  |
| 2.  | «...&...^*...»                          | Campos, Fulano              | 0:18     |  |
| 3.  | «Basura»                                | Campos                      | 4:11     |  |
| 4.  | «Fuegos artificiales»                   | Campos                      | 3:57     |  |
| 5.  | «Ciego y perdido en una ciudad extraña» | Vivanco, Vicente Huidobro   | 11:04    |  |
| 6.  | «Aporte al Jazz»                        | Campos                      | 0:14     |  |
| 7.  | «Convicciones (de 3 minutos)»           | Vivanco                     | 7:30     |  |
| 8.  | «Última función»                        | Vivanco                     | 1:18     |  |
| 9.  | «Morbosadoquista»                       | Crisosto                    | 4:36     |  |
| 10. | «Con fusiones»                          | Campos, Valenzuela, Vivanco | 5:26     |  |
| 11. | «Último lamento»                        | Campos                      | 2:31     |  |

## Créditos
- Jaime Vivanco: composición y teclados
- Cristián Crisosto: composición, saxos, flauta traversa.
- Jorge Campos: composición y bajo, guitarra.
- Jaime Vásquez: saxos y flauta traversa
- Arlette Jequier: voz y clarinete
- Guillermo Valenzuela: batería

## En los medios
El tema Confusiones se utilizó en 1994 en una campaña de la Conaf para concientizar sobre los incendios forestales causados por el hombre.